# Estat Shan (Nord)
Estat Shan (Nord) oficialment Shan State (North) és una divisió de l'estat Shan de Birmània que correspon a grans trets a la divisió dels Estats Shan Septentrionals sota els britànics. La ciutat principal és Lashió. Està dividida en diversos townships.
Vegeu: Estat Shan i Estats Shan Septentrionals